# Distretto di Achaacha
Il distretto di Achaacha è un distretto della Provincia di Mostaganem, in Algeria.

## Comuni
Il distretto di Achaacha comprende 4 comuni:
- Achaacha
- Khadra
- Nekmaria
- Ouled Boughalem